# Bures, England
Bures är en by i Suffolk och Essex i England. Orten har 1 509 invånare (2016). Byn nämndes i Domesday Book år 1086, och kallades då Bura/Bure.